# Calamispa
Calamispa is een geslacht van kevers uit de familie bladkevers (Chrysomelidae).
De wetenschappelijke naam van het geslacht werd in 1957 gepubliceerd door Gressitt.

## Soorten
- Calamispa fasciata Gressitt, 1957